# Ledger Plaza Hotel N’Djamena
Das Ledger Plaza Hotel N’Djamena (früher: Kempinski Hotel N’Djamena) ist ein Luxushotel in N’Djamena, der Hauptstadt des Tschad. Es wurde 2004 eröffnet und liegt im Zentrum von N’Djamena, in der Nähe des Quartier Diguel Est. 

## Architektur
Das Hotel verügt über 9 Stockwerke und hat 177 Zimmer und Suiten. Außerdem verfügt es über einen repräsentativen Pool im Außenbereich.

## Galerie

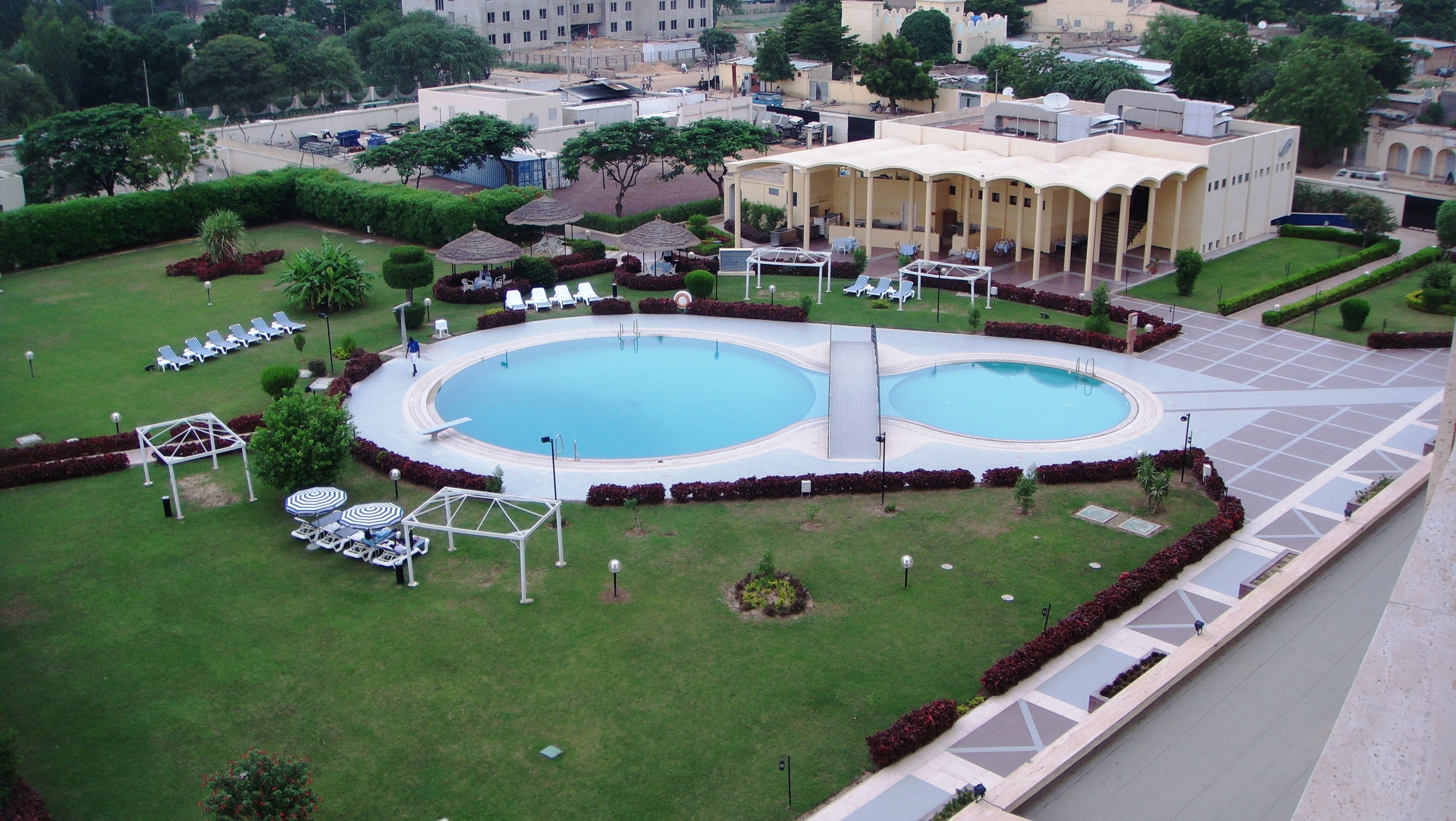
Hotelpool
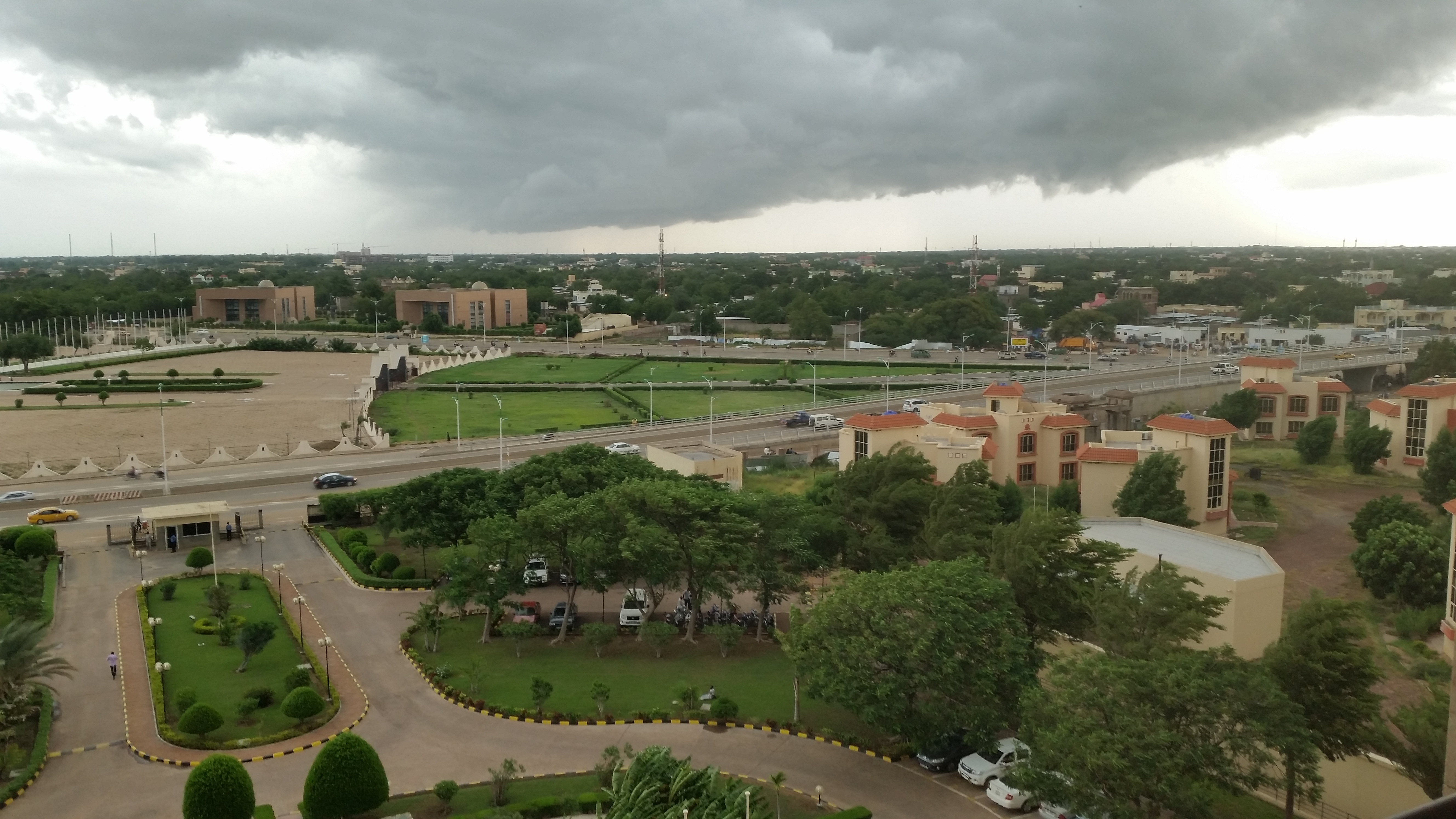
Blick vom Hotel auf das National Museum und die National Library of Chad